# Xystrocera dundensis
Xystrocera dundensis är en skalbaggsart som beskrevs av Pierre Lepesme 1953. Xystrocera dundensis ingår i släktet Xystrocera och familjen långhorningar.
Artens utbredningsområde är Angola. Inga underarter finns listade i Catalogue of Life.